# Thanatus
Thanatus là một chi nhện trong họ Philodromidae.

## Hình ảnh

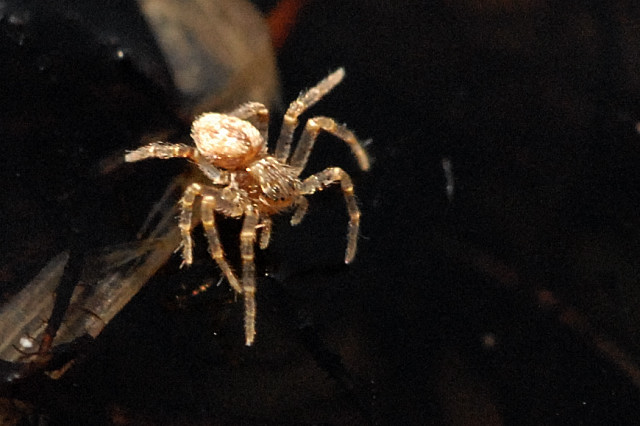